# Винтсенайм-Кошерсберг
Винтсенайм-Кошерсберг (фр. Wintzenheim-Kochersberg) — коммуна на северо-востоке Франции в регионе Гранд-Эст (бывший Эльзас — Шампань — Арденны — Лотарингия), департамент Нижний Рейн, округ Саверн, кантон Буксвиллер. До марта 2015 года коммуна административно входила в состав упразднённого кантона Трюштерсайм (округ Страсбур-Кампань).
Площадь коммуны — 1,95 км², население — 272 человека (2006) с тенденцией к росту: 355 человек (2013), плотность населения — 182,1 чел/км².

## Население
Население коммуны в 2011 году составляло 327 человек, в 2012 году — 341 человек, а в 2013-м — 355 человек.
| 1962 | 1968 | 1975 | 1982 | 1990 | 1999 | 2006 | 2008 | 2011 | 2012 | 2013 |
| ---- | ---- | ---- | ---- | ---- | ---- | ---- | ---- | ---- | ---- | ---- |
| 227  | 225  | 258  | 252  | 269  | 269  | 272  | 306  | 327  | 341  | 355  |

Динамика населения:

## Экономика
В 2010 году из 201 человек трудоспособного возраста (от 15 до 64 лет) 160 были экономически активными, 41 — неактивными (показатель активности 79,6 %, в 1999 году — 75,9 %). Из 160 активных трудоспособных жителей работали 146 человек (85 мужчин и 61 женщина), 14 числились безработными (6 мужчин и 8 женщин). Среди 41 трудоспособных неактивных граждан 8 были учениками либо студентами, 15 — пенсионерами, а ещё 18 — были неактивны в силу других причин.

## Достопримечательности (фотогалерея)

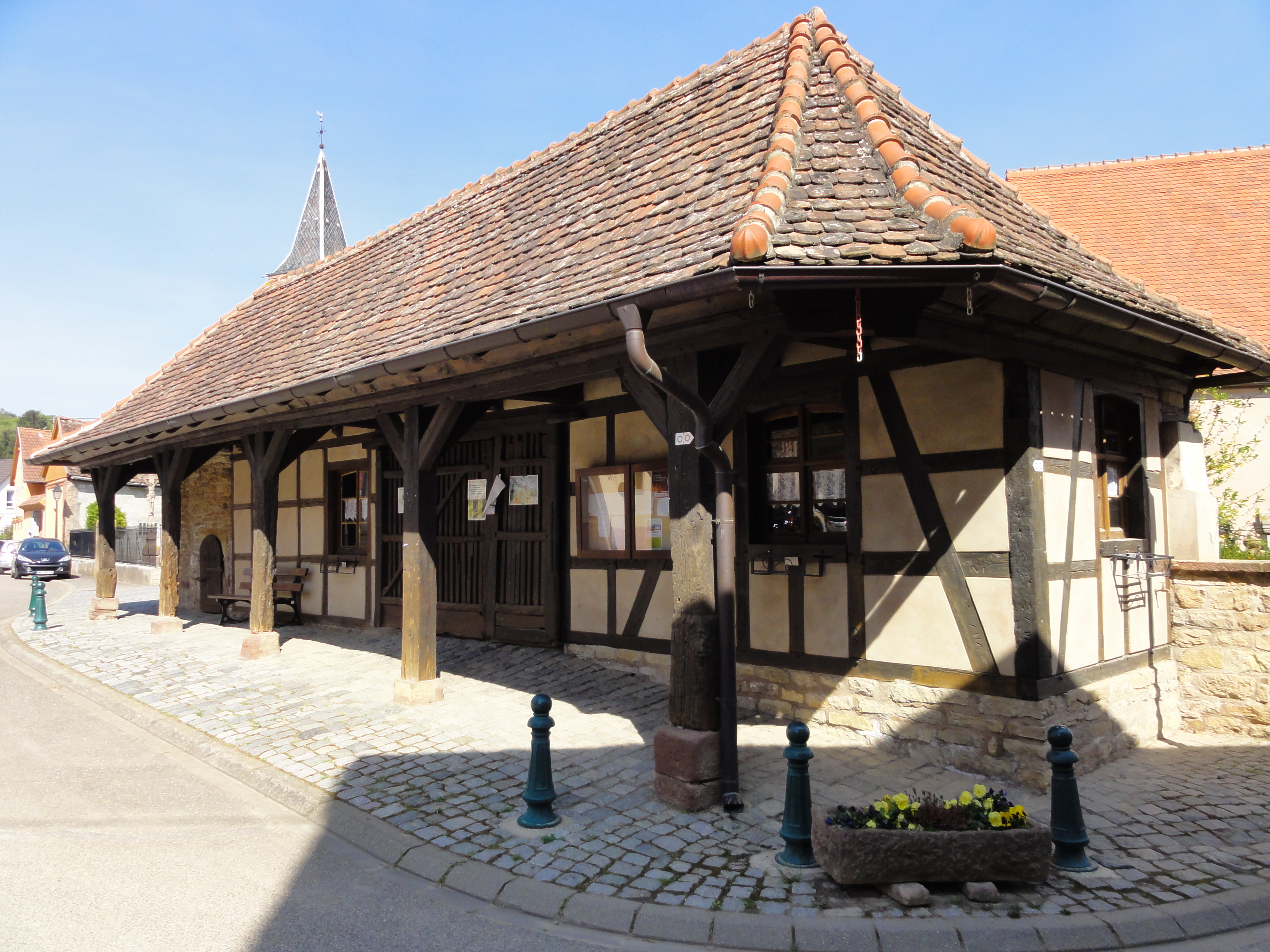
Лаубе
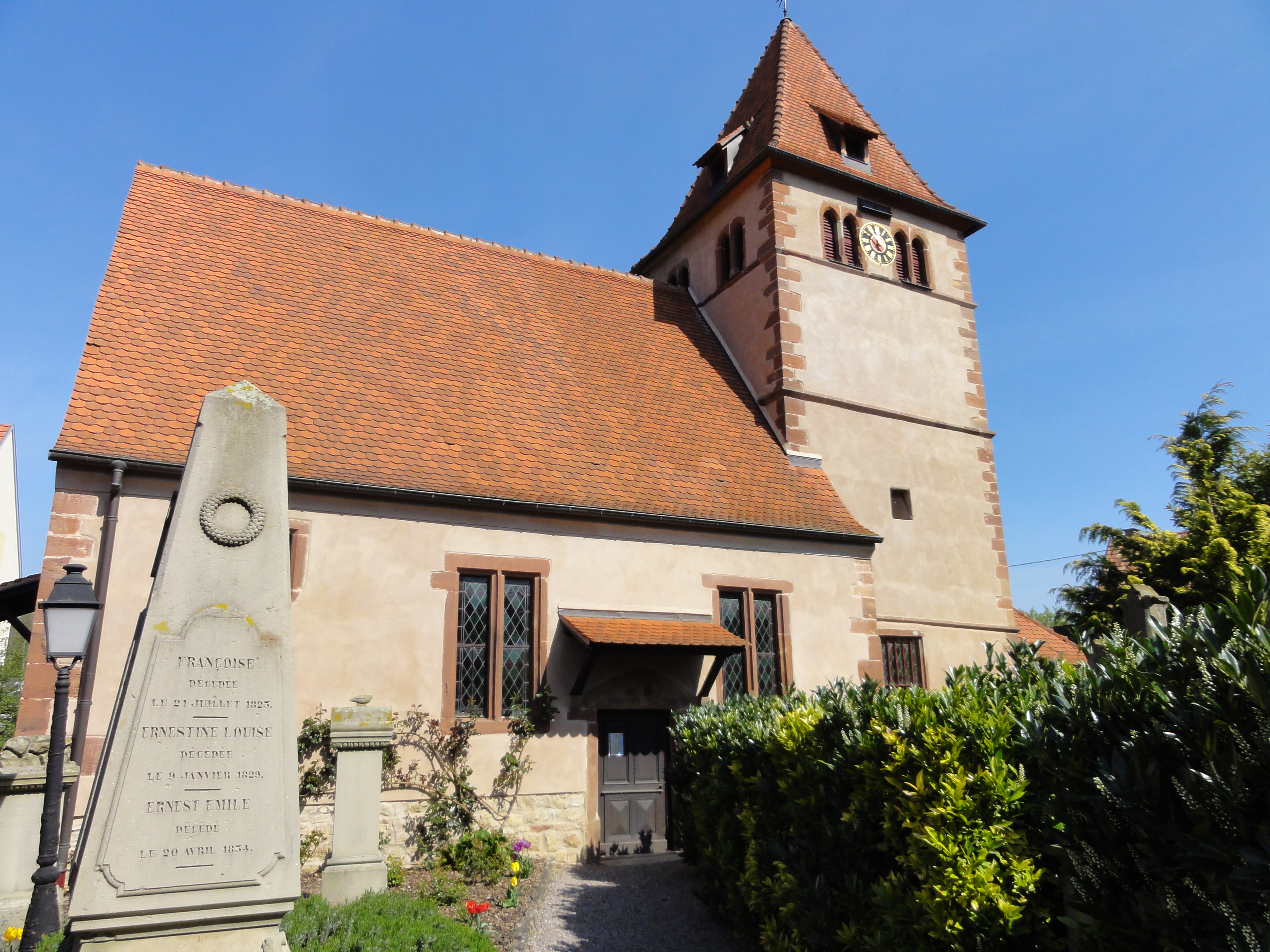
Протестантская церковь
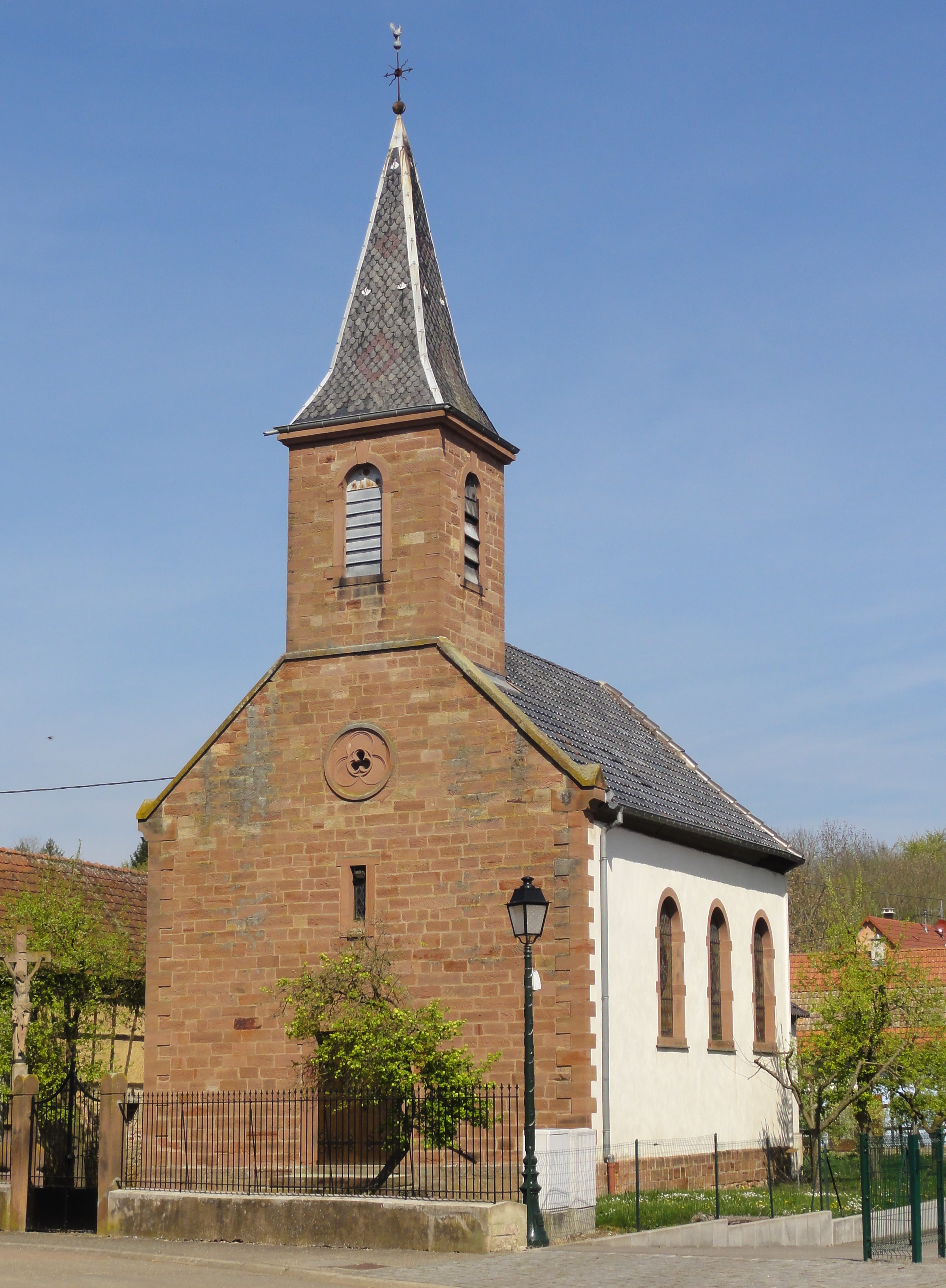
Церковь Сент-Урбан